# Natació als Jocs Olímpics d'estiu de 1928 - 1.500 metres lliures masculins
Els 1.500 metres lliures masculins va ser una de les onze proves de natació que es disputaren als Jocs Olímpics d'Amsterdam de 1928. La competició es disputà entre el 4 i el 6 d'agost de 1928. Hi van prendre part 19 nedadors procedents de 13 països.

## Medallistes
| Or              | Plata              | Bronze              |
| Arne Borg (SWE) | Boy Charlton (AUS) | Buster Crabbe (USA) |

## Rècords
Aquests eren els rècords del món i olímpic que hi havia abans de la celebració dels Jocs Olímpics de 1928.
| Rècord del Món | 19:07.2 | Arne Borg    | Bolonya (ITA) | 2 de setembre de 1927 |
| Rècord Olímpic | 20:06.6 | Boy Charlton | París (FRA)   | 15 juliol 1924        |

En la final Arne Borg va establir un nou rècord olímpic amb un temps de 19:51.8 minuts.

## Resultats

### Sèries
Es disputaren el dissabte 4 d'agost. Els tres nedadors més ràpids de cada sèrie i el millor tercer passaren a semifinals.
Sèrie 1
| Pos. | Nedadora                 | Temps   | Qual. |
| ---- | ------------------------ | ------- | ----- |
| 1    | Austin Clapp (USA)       | 21:31.0 | QQ    |
| 2    | Takaji Takebayashi (JPN) | 22:30.4 | QQ    |
| 3    | James Thompson (CAN)     | 22:56.6 |       |
| 4    | Giovanni Gambi (ITA)     |         |       |
| 5    | Jean Taris (FRA)         |         |       |

Sèrie 2
| Pos. | Nedadora                | Temps   | Qual. |
| ---- | ----------------------- | ------- | ----- |
| 1    | Nobuo Arai (JPN)        | 21:35.4 | QQ    |
| 2    | Giuseppe Perentin (ITA) | 21:42.4 | QQ    |
| 3    | Dick de Man (NED)       | 23:03.2 |       |
| 4    | David Lindsay (NZL)     |         |       |

Sèrie 3
| Pos. | Nedadora              | Temps   | Qual. |
| ---- | --------------------- | ------- | ----- |
| 1    | Katsuo Takaishi (JPN) | 21:20.8 | QQ    |
| 2    | Ray Ruddy (USA)       | 22:12.0 | QQ    |
| 3    | Václav Antoš (TCH)    | 22:43.0 |       |

Sèrie 4
| Pos. | Nedadora               | Temps   | Qual. |
| ---- | ---------------------- | ------- | ----- |
| 1    | Alberto Zorrilla (ARG) | 22:21.2 | QQ    |
| 2    | Garnet Ault (CAN)      | 22:55.8 | QQ    |

Sèrie 5
| Pos. | Nedadora                 | Temps   | Qual. |
| ---- | ------------------------ | ------- | ----- |
| 1    | Arne Borg (SWE)          | 20:14.2 | QQ    |
| 2    | Boy Charlton (AUS)       | 20:17.4 | QQ    |
| 3    | Buster Crabbe (USA)      | 20:17.8 | qq    |
| 4    | W. Handschuhmacher (GER) | 22:18.6 |       |
| 5    | Taburan Tamse (PHI)      |         |       |

### Semifinals
Es disputaren el diumenge 5 d'agost de 1928. Els tres nedadors més ràpids de cada sèrie passen a la final.
Semifinal 1

2 ||align=left|  Alberto Zorrilla (ARG) || 21:17.0 || QF

| Pos. | Nedadora                 | Temps   | Qual. |
| ---- | ------------------------ | ------- | ----- |
| 1    | Arne Borg (SWE)          | 20:42.0 | QF    |
| 3    | Garnet Ault (CAN)        | 21:33.4 | QF    |
| 4    | Nobuo Arai (JPN)         |         |       |
| —    | Takaji Takebayashi (JPN) | DNF     |       |
| —    | Austin Clapp (USA)       | DNS     |       |

Semifinal 2
| Pos. | Nedadora                | Temps   | Qual. |
| ---- | ----------------------- | ------- | ----- |
| 1    | Buster Crabbe (USA)     | 20:55.4 | QF    |
| 2    | Boy Charlton (AUS)      | 20:57.0 | QF    |
| 3    | Ray Ruddy (USA)         | 21:31.2 | QF    |
| 4    | Giuseppe Perentin (ITA) |         |       |
| —    | Katsuo Takaishi (JPN)   | DNS     |       |

### Final
Es disputà el dilluns 6 d'agost de 1928:
| Pos. | Nedadora               | Temps      |
| ---- | ---------------------- | ---------- |
| 1    | Arne Borg (SWE)        | 19:51.8 OR |
| 2    | Boy Charlton (AUS)     | 20:02.6    |
| 3    | Buster Crabbe (USA)    | 20:28.8    |
| 4    | Ray Ruddy (USA)        | 21:05.0    |
| 5    | Alberto Zorrilla (ARG) | 21:23.8    |
| 6    | Garnet Ault (CAN)      | 21:46.0    |